# Astérix (satellite)

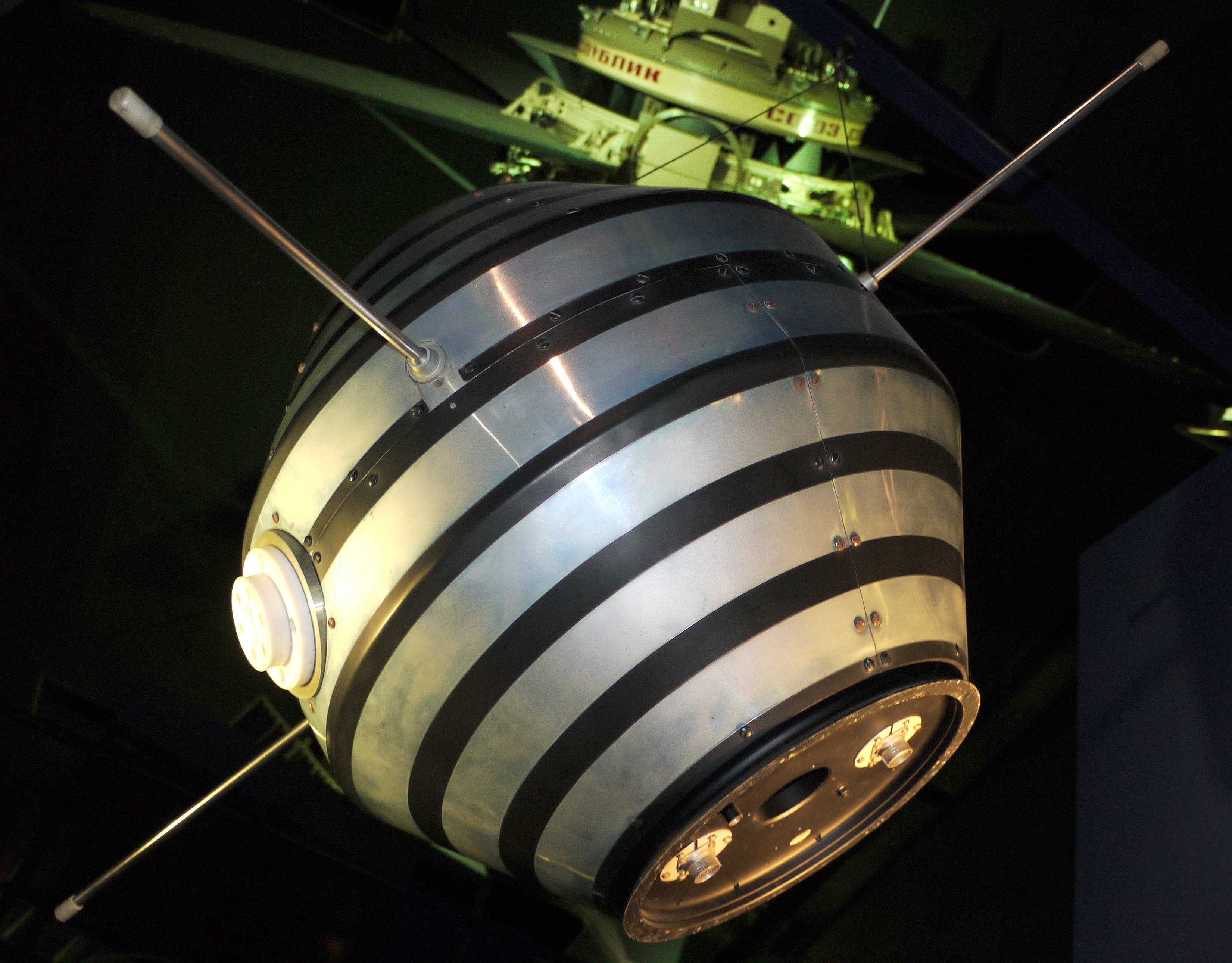
Asterix (A-1)

Il satellite Astérix fu il primo satellite artificiale francese.
Fu lanciato il 26 novembre 1965 con un razzo Diamant dalla base di Hammaguir in Algeria. Il satellite fu chiamato originariamente A-1 essendo il primo satellite dell'Esercito francese (A sta per Armée), ma poi fu ribattezzato Astérix come il popolare personaggio dei fumetti. Il perigeo del satellite è molto alto, per cui si ritiene che rientrerà nell'atmosfera tra qualche secolo.
Con questo satellite la Francia divenne il quinto Paese ad avere lanciato un satellite artificiale dopo URSS (Sputnik 1, 1957), Stati Uniti (Explorer 1, 1958), Canada (Alouette 1, 1962) e Italia (San Marco 1, 1964), ma fu il terzo Paese dopo URSS e USA ad effettuare il lancio con un proprio razzo vettore (i satelliti di Canada e Italia vennero lanciati con razzi vettore forniti dalla NASA).